# بوتو

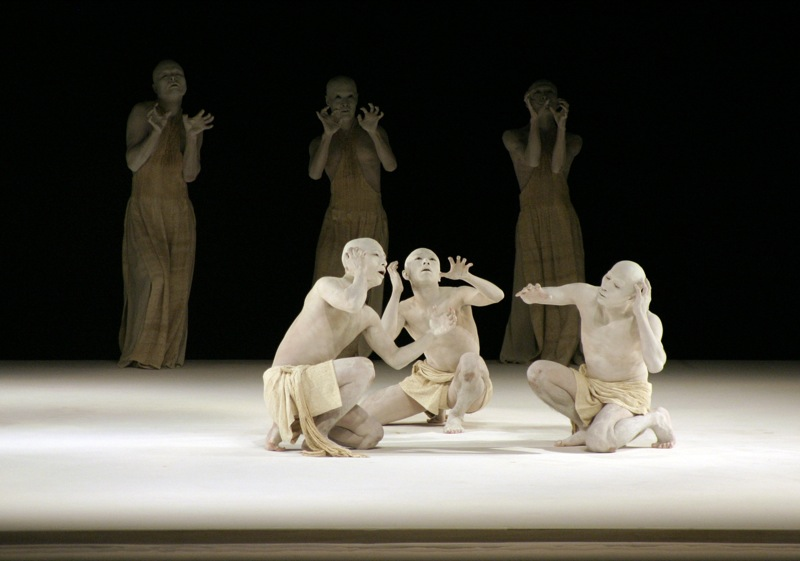

بوتو (بالإنجليزية: Butoh)‏ هو أحد أشكال الرقص المسرحي الياباني والذي يشمل عدة أنشطة وتقنيات ومحفزات مختلفة سواء للرقص أو الأداء أو الحركة.
بعد الحرب العالمية الثانية، وفي سنة 1959 ظهر رقص بوتو من خلال التعاون بين مؤسسيها الرئيسيين تاتسومي هيجيكاتا وكازو أونو. وقد اشتهر هذا الشكل من الفن بقدرة تحمل الثبات الشديد للجسد وبالقسوة وكان يصعب تحديده وتعريفه. حيث أشار مؤسسه إلى صعوبة وضع تعريف رسمي له. يتضمن هذا الشكل الفني عدة سمات على غرار اللوحات المرحة والعجيبة، المواضيع المحرمة، البيئات المتطرفة أو السخيفة، ويتم آداؤه عادة بمكياج ابيض على كامل الجسم مع حركات بطيئة جدا. مع مرور الوقت، يزداد عدد المجموعات المهتمة بالبوتو حول العالم باختلاف المثل الجمالية والغايات التي تتخذها.

## تاريخ
ظهرت بوتو أول مرة في اليابان بعد الحرب العالمية الثانية سنة 1959. ويعود الفضل لمؤسسيها تاتسومي هيجيكاتا وكاهنو أوهنو في خمسينات وستينات القرن العشرين. خلقت بوتو لتصنع التغيير في الرقص الياباني الذي كان في تلك الفترة يعيش حالة من التبعية والتقليد للغرب والأساليب التقليدية دون ابتكار وابداع. لذلك أصر هيجيكاتا على الابتعاد عن الرقص الغربي كالباليه الرقص المعاصر وخلق إبداع جمالي جديد يشمل عدة وضعيات على غرار وضعية القرفصاء وحركات الفنون الجسدية لعامة الشعب.
وجدت هذه الوضعيات في الحركات الأولى لـ«رقصة الظلام» وهي عبارة على إيماءات جسدية وحركات غير محتشمة. وهو ما يعتبر منافسة شرسة وهجوما واضحا أمام رقصة ميابي من جهة ورقصة شيبوي من جهة أخرى الأكثر احتراما وتقديرا في الفن الياباني.
تم تقديم أول عرض للبوتو تحت عنوان «الألوان المحرمة»، ومن تأليف هيجيكاتا، في مهرجان للرقص في عام 1959، وكانت مبنية على رواية تحمل نفس الاسم من تأليف يوكيو ميشيما. كشف هذا العرض في بدايته المحرمات الجنسية المثلية وانتهى بوضع دجاجة حية بين أرجل ابن كازو أوهنو، يوشيتا أوهنو، وبمطاردة هيجيكاتا ليوشيتا خارج المسرح في الظلام، والتي أدت لاختناق الدجاجة. أثار هذا العرض سخط الجمهور مما أدى إلى حضر هيجيكاتا من المهرجان، واعتباره مهاجما للمعتقدات.
سميت أول عروض بوتو  «تجربة الرقص». في بداية ستينات القرن العشرين اختار هيجيكاتا اسم «رقصة الظلام» لوصف رقصته. ثم قام بتغيير اسم «بويو» القريب من الرقص التقليدي الياباني إلى «بوتو» وهو مصطلح تم تجاهله منذ زمن طويل والتي تعني في الاصل «الرقص الثنائي في قاعات الاحتفالات الأوروبية».
بعد ذلك، عمل هيجيكاتا على قلب المفاهيم التقليدية للرقص. مستلهما من المؤلفين مثل يوكيو ميشيما، لوتريامونت، أرتود، جينيت ودي ساد، غرق هيجيكاتا في موجة من التنافر والظلام والانحلال. في تلك الفترة اكتشف هيجيكاتا تحويل جسم الإنسان إلى اشكال أخرى مثل أشكال الحيوانات. كما طور لغة رقص شاعرية تقرب للخيال وهو ما يعرف ب «بوتو فو» قصد مساعدة الراقص على التحول إلى حالات أخرى من الوجود.
هذا العمل الذي تطور وتقدم في بداية الستينات، هو ما يعرف الآن باسم بوتو. في كتاب «ظلال الظلام» الذي ألفه نوريت ماسون سيكيني وجان فيالا، أعتبر اوهنو روح بوتو وهيجيكاتا بمهندس بوتو. في مرحلة لاحقة طور كل منهما طريقته الخاصة في التعليم. وقام تلامذة كل نمط منهما بتكوين العديد من المجموعات ونذكر على سبيل المثال فرقة الرقص اليابانية «سانكو جوكو» المشهورة في أمريكا الشمالية.
عرف طلاب الفنانين بإتباعهم لمعلميهمأ وإظهار خاصياتهما حيث كان هيجيكاتا تقنيا يهابه الناس وكان يشجع على المجموعات، في حين مثل أوهنو الشخص الطبيعي الذي يشجع الفنانين الفرديين.
في بداية الثمانينات شهدت بوتو نهضة فنية حيث شمل التوسع والشهرة خارج اليابان للمرة الأولى.
تميز هذا الفن آنذاك بطلاء الجسم بالكامل (سواء باللون الأبيض أو الأسود أو الذهبي) والعري الجزئي أو التام، بالإضافة إلى الصلع والأزياء الغريبة والمخالب واسلوب الصراخ الصامت.
خلال أحد عروض فرقة الرقص «سانكو جوكو» بواشنطن توفي أحد الفنانين جراء قطع أحد الحبال حيث كان يقدم العرض وهو معلق رأسا على عقب من أحد المباني. هكذا اكتسح الخبر جميع وسائل الاعلام وزادت شهرة بوتو في أمريكا. ساهم كذلك الفيلم الوثائقي لـ«بي.بي.اس»، الذي أظهر تأدية لبوتو في كهف دون جمهور، في زيادة شهرة الرقصة في أمريكا.
في أوائل التسعينات، عرض كويشو تايمانو اداء على الطبلة العملاقة في سان فرانسيسكو أثناء احتفال ديني عالمي.
تمت تسمية مسرح في كيونو اليابان بـ«كيونو بوتو كان» والذي يقام فيه العروض الاحترافية للبوتو.

## تجادل
هناك الكثير من الجدال حول من الذي يجب أن ينسب إليه إنشاء «بوتو». بينما عمل الفنانون حول العالم على ابتكار فنون جديدة في كل الاختصاصات بعد الحرب العالمية الثانية، إنبثق الفنانون والمفكرون في اليابان من التحديات الاجتماعية والاقتصادية التي أنتجت طاقة متجددة من الفنانين والراقصين والرسامين والموسيقيين والكتاب وجميع الفنانين الآخرين.
ظهر عدد من الأشخاص الذين لديهم بعض الروابط البعيدة والرسمية مع هيجيكاتا يسمون رقصهم المميز «بوتو». منبين هؤلاء نذكر «إيوانا ماساكي» و«مين تاناكا» و«تيرو غوا». وعلى الرغم من إمكانية العثور على عديد الأنماط الفكرية حول هذه الرقصة، فإن «إيوانا ماساكي» ربما كانت من أفضل من جمعت هذا التنوع حيث لخّصت:

«بينما يمكن القول بأن» أنكوكو بوتو«إمتلكت طريقة وفلسفة دقيقة للغاية (ربما يمكن تسميتها» بوتو موروثة«)، فأنا أعتبر «بوتو» الحالية» نزعة«تميل لاعتماد ليس فقط الإرث الفلسفي لـ هيجيكاتا ولكن أيضًا على تطوير طرق التعبير الجديدة والمتنوعة...تنطوي» النزعة«التي أتحدث عنها على تخليص الحياة النقية التي تكون نائمة في أجسامنا».
كثيراً ما يقتبس عن هيجيكاتا معارضته للرقص الموحد والمقنن بقوله: «بما أنني لا أؤمن بأسلوب تعليم الرقص ولا في السيطرة على الحركات الراقصة، فأنا لا أعلم بهذه الطريقة». ومع ذلك، وسعيا وراء تطوير عمله، كان من الطبيعي ظهور منهج خاص بـ«هيجيكاتا» في العمل والتدريب، وبالتالي «أسلوب» خاص به. صرح كل من «ميكامي كايو» و«مارو أكاجي» بأن هيجيكاتا حث تلاميذه على عدم تقليد رقصته الخاصة عندما غادروا لإنشاء مجموعات رقص البوتو الخاصة بهم. وإتباعا لهذا المنهج، فكلماته تكون منطقية: يوجد أنواع «بوتو» على قدر ما يوجد راقصوا «بوتو».

## تمارين بوتو
تتمحور تمارين بوتو حول الرقص التعبيري المصور وذلك بدرجات متفاوتة، من شفرات الحلاقة وحشرات انكوكو إلى خيوط دراكوداكان وطائرات الماء وإلى أعمدة ساريوكي في الجسم. هذا هو التوجه العام للوصول إلى تحريك الجسم سواء من الباطن أو الخارج بدلا من القيام بتحريك جزء خاص من الجسم. يوجد عدة عناصر من «التحكم مقابل اللا التحكم» والتي تتجلى خلال هذه التمارين.
في بعض الأحيان، تتسم تدريبات البوتو بالشدة والألم ولكن كما يشير كوريهارا فإن الألم والجوع والحرمان من النوم كانت كلها جزءا من الحياة تحت منهج هيجيكاتا، والتي لربما ساعدت الراقصين للوصول إلى نطاق حركات صعبة جدا. وتجدر الإشارة إلى أنّ حركات هيجيكاتا هي الأكثر تعقيدا في ذلك الوقت.
كانت أغلب التمارين المتأتية من اليابان (بإستثناء أغلب أعمال أوهنو) عندها أشكال أو وضعيات جسدية معينة أو مواقف عامة، في حين أنّ أغلب تمارين راقصي بوتو الغربيين ليس لها أشكال محددة. لذلك ينظر إلى بوتو في الغرب على أنها حالة ذهنية استثنائية أو شعور يحتل الجسم بطريقة مباشرة أو غير مباشرة.
كانت نظرية هيجيكاتا تتمحور حول أن «الحياة مرتبطة بالشكل»، ولكن اوهنو كان له نظرة أخرى حيث يرى أن «الشكل يأتي من تلقاء نفسه، فقط بقدر وجود محتوى روحي ليبدأ به».
يظهر هذا التوجه نحو الشكل في العديد من فرق الرقص اليابانية، التي تعيد خلق أشكال هيجيكاتا. وبهذا أصبح البوتو في ذلك الزمن الفن المعاصر، مثال ذلك أعمال توريفو بوتو شو الأخيرة.

نذكر مقولة لراقصة بوتو «إيوانا ماساكي» التي تبعد أعمالها كل البعد عن الكيوغرافيا:
«لم أسمع أبدا عن راقص بوتو يدخل منافسة. كل عرض في حد ذاته تعبير مطلق، لا يوجد ولا يمكن أن يوجد ولا يمكن أن يكون في المرتبة الثانية أو الثالثة. لو رضي راقص البوتو بغير المطلق فهو لم يرقص البوتو بالفعل، مثل الحياة نفسها، لا يمكن إعطاؤها ترتيبا».

## تعريف بوتو
لا يوجد تعريف محدد للبوتو حيث ان النقاد اختلفوا في تعريفه وعدم وجود تعريف خاص هو بحد ذاته التعريف الأفضل للبوتو.
صنفت مجلة كيوتو جورنال بوتو على أنه نوع من الرقص أو المسرح أو «مطبخ» أو «الفن المحرض». وكذلك وصفت صحيفة «سان فرانسيسكو إكزامينر» بأن البوتو لا يمكن تصنيفه. كذلك أصدرت مجلة س.ف  الأسبوعية مقالا بعنوان «عالم بوتو الغريب», ويدور حول نقد مطعم سوشي يسمى «كاونتري ستايشن»، أين أدّت «كووشي كامانو» كطباخة به و«هيروكو تامانو» كمسير له. وصفت المشهد مبتدئتا بزاوية تعمها القذارة والعنف والخمور والانحطاط لدرجة عدم ملاحظة المطعم فيه، لكن خلق فيه مسرح وهو ما جعله ممتلئا، لأن البوتو تظهر غالبا في المناطق التي تحتوي ضروفا انسانية صعبة، مثل البيئات القاسية ككهف بدون جمهور أو مقبرة يابانية نائية أو أن يعلقوا بحبال من ناطحات سحاب في واشنطن.
تعتبر هيروكو تامانو أنه يجب على الفنانين اعتماد النمذجة للوصول إلى مستوى البوتو، حيث تؤدي حركات جامدة لساعات. في عام 1989، ذهب طالب إلى منزل تامانو، الذي كان يستعمل كأستوديو رقص في أي جزء منه، حيث وجد صورا فوضاوية، أزياء من أداء زيلبارخ في بيركلي، ورشة عمل، مقالات وغداء. كلها تم تصميمها من قبل تامانو حيث أمرته بإجراء مقابلة دون أن تخبره أي شيء عن البوتو. حسب هذا تم نشر الاجابات المرتجلة كتعريف للبوتو لجمهور المنطقة، ثم أخبرت تامانو الطالب أن المقابلة بحد ذاتها كانت بوتو وبحد ذاته الدرس.
هناك العديد من المقاربات لتعريف البوتو، حيث ترتكز على الشكلية أو الدلالات، ومقاربة أخرى ترتكز على الاسلوب المادي. بينما لا يتواجد عند البوتو تقنية كلاسيكية مقننة يتم الالتزام بها، هيجيكاتا وصف بوتو كسلسلة متوسعة تعتمد على مجموعة تصورات تؤثر على الجهاز العصبي، تخلق هكذا الحركات المسؤولة على التعبير وبناء الشكل.
إذا هذا النوع من الارتباط بالجهاز العصبي بشكل مباشر لديه العديد من التقنيات المشتركة على مر التاريخ، مثل مجموعة ليكوك وإيقاع ديروكو في الحركة ووصف زيامي موتوكيو لأنواع الشخصيات.

## التأثير
تأثر عدة معلمون بأسلوب هيجيكاتا للوصول إلى التصورات المعقدة، أين يمكن ان تتسم بالتقليد، مسرحية ومعبرة. نذكر أهم المعلمين، واجوري ويهوكي، يوشيكا ميناكو، كويتشي هيروكاتا مانو، مؤسسي شركة هاروبن هابوتو.
ظهرت العديد من المجموعات وشركات العروض المستلهمة من الحركة التي أسسها هيجيكاتا وأوهنو على غرار العروض المعتدلة والمحدودة كـ«سانكاي جوكو» والعروض المهرجانية الكبيرة «دايراكوداكن».

## التوسع الدولي
يقوم العديد من الشتات الياباني، مثل الكنديين اليابانيين ودنيس فوجيرا بدمج البوتو في رقصهم.
أبرز المتدربين الاوروبيين الذين عملوا على «بوتو» وتجنبوا «بوتو» النمطية التي مارسها بعض الاوروبيين. كانت أعمالهم خارج ذلك النطاق كـ«جولة بوتو» وعروض الرقص الدولية والمشاهد المسرحية، ونذكر من بينهم: شركة SU-EN Butoh (السويد)، ماري غابريل روتي، كيت جونسون (الدنمارك)، فانجلين (فرنسا) وكاثرينا فوغل (سويسرا).
يسعى هؤلاء المتدربون إلى الرجوع إلى أهداف هيجيكاتا وأوهنو وتخطي تقليد «السيد» عوضا عن ذلك محاولة البحث داخل أجسادهم وتاريخهم عن «الجسد الذي لم يتعرض للسرقة»، (هيجيكاتا).
اشتهرت ليماي (بروكلين) بين 1996 و 2005 بالعمل الابداعي لشيج موريا وشيمينا جارنيكا وخوان ميرشان وزكاري موديل في «كايف». حيث نظمت وادارت برامج متنوعة بما في ذلك «تدريب ن.ي بوتو كان» والتي أصبحت بعد ذلك مهرجان بوتو بنيويورك.و قد تحولت إلى ن.ي بوتو كان التعليمي والآن تسمى ليماي لودوس التدريبي. أصبح العنصر الرئيسي في عمل ليماي هو تحويل الفضاءات الخاصة. بهذه الطريقة، الفضاء باعتباره الجسم، المحيط أو الشيء والجسم من خلال الراقص أو الممثل أو العارض، هم اساسيات عمل ليماي.
ايسيهاي ارهيبامن (Eseohe arbebance)، أميرة مملكة ايجييو (ugu) ونسل ملكي لإمبراطورية بنين، هي أول فنانة بوتو من أصول أفريقية من السكان الاصليين والمولودين في البلاد. وقد ابتكرت فنا يسمى«مسرح بوتو الصوتي»، الذي يتضمن الغناء، الحديث، لغة الإشارة، الكلمات والتجارب الصوتية للبوتو بعد الرقصة التقليدية لسكان EDo في غرب أفريقيا والتي تعرف بـ"Edo heart".
أسست اندرا لوينشتاين وتيرانس غرافين سنة 1992 فرقة العرض «كولابسينج سايلنس».و تواصل نشاطها حتى عام 2001. كانت ترتكز هذه الفرقة بالأساس على الحركة، والتي تخللتها البوتو، «الشيباري»، النشوة و«الأوديسي». وقد صمموا جميع أزياءهم، الدمى والمنشآت الخاصة بالموقع بالتعاون مع الموسيقيين مثل sharkbait, hollow earth, haunted waters, و mandile chatter. وهكذا قدموا عرضهم في سنة 1996 في المهرجان الدولي لفنون الاداء، عروض الرقص الأمريكية الاسياوية، مهرجان بوتو بسان فرانسسكو، مسرح يوجين، معرض مقاطعة لوس انجلوس، جامعة ستانفورد، مركز يربا بوينا للفنون وعدة أماكن أخرى.
في سنة 1992، أسّس بوبدي ناتال مسرح لغز اللحم والدم لنقل فن البوتو. عرض في جميع أنحاء الولايات المتحدة. لقد كان عرضا منتظما في مهرجان سان فرانسيسكو بوتو وكان هو مساعد المنتج. وقد شارك أيضا في فيلم oakland underground (2016). وقام بجولة في ألمانيا وبولندا ومهرجان الرقص الدولي في دورته 99.
كما قام باتروني ساستري، في الهند، باستعمال عناصر من بوتو ورقصة «بهاراتاناتيام» الهندية وخلق شكلا سمّي «بوتوناتيام».

## بوتو في الثقافة العامة
ظهر أداء لرقصة بوتو الذي أدّاه يوشيتو أوهنوفي بداية قسم طوكيو من فيلم هارتلي في فيلم «فليرت» عام 1995.
يعرض الفيلم الوثائقي التجريبي «باراكا» 1992 لـ«رون فريك» مشاهد لأداء من رقصة بوتو.
في أواخر الستينيات من القرن العشرين، قام مخرج الأفلام «تيروو إيشي» بتعيين هيجيكاتا للعب دور عالم مجنون منعزل في فيلمه «رعب الرجال المشوهون». تم تنفيذ الدور في الغالب كرقص. ظل الفيلم غير مرئي إلى حد كبير في اليابان منذ أربعين عامًا لأنه كان ينظر إليه على أنه غير مراع للمعاقين.
يتميز مقطع الفيديو الخاص بـمادونا " Nothing Really Matters" بأداء على طراز بوتو.
كما يتميز مقطع الفيديو الخاص بـ "Musik non stop" لـ «كينت» بأداء على طراز بوتو.
مقطع الفيديو الخاص بـ Foals 'Inhaler' للمخرج Dave Ma يحتوي على أجزاء من الأداء والحركة المتأثرة بالبوتو.
في Bust A Groove 2، لعبة فيديو تم إصدارها لصالح PlayStation في عام 2000، تستند حركات الرقص للشخصية المخفية Pander إلى البوتو.
كما أن تأثير البوتو كان محسوسًا بشكل كبير في أفلام الرعب اليابانية، حيث شكلت الأساس لظهور الأشباح في سلسلة أفلام الرعب اليابانية «الضغينة».
استخدم كيوشي كوروساوا حركة البوتو للممثلين في فيلمه «كايرو» عام 2001، الذي أعاد إنتاجه في هوليوود عام 2006 باسم «نبض» (إعادة صنع لم يتم استعمال البوتو فيه).
يظهر أداء بوتو بشكل كبير في فيلم Doris Dörrie لعام 2008، "Cherry Blossoms"، الذي تنطلق فيه أرمل بافاري في رحلة إلى اليابان ليتحسر على زوجته الراحلة وطور خلالها فهمه لأسلوب البوتو هذا الذي كانت تحبه طوال حياتها.
تظهر صورة لـ «كازو أوهنو» على غلاف ألبوم Antony & Johnsons، لعام 2009، "The Crying Light".
لقد أثرت بوتو بشكل كبير على Sopor Aeternus و The Ensemble of Shadows، المشروع الموسيقي لآنا فارني كانتوديا. تُستخدم أشكاله المرئية في الصور ومقاطع الفيديو الدعائية للمشروع.
تميّز الفيلم الموسيقي "Millions of Twigs Guide Your Way Through the Forest" لعام 2013 لفرقة "black metal" الموسيقية الفنلندية "Black Crucifixion" بإبراز الفنان البوتو الياباني كين ماي.
يتميز مقطع الفيديو الخاص بالأسبوع "Belong to the World" بأداء على طراز بوتو.
استشهد ريتشارد أرميتاج بالرقص كمصدر إلهام لتصويره لشخصيته الحيوانية «فرانسيس دولارهايد» («التنين الأحمر») في الموسم الثالث من هانيبال.
ظهرت رقصة البوتو في الفيديو الموسيقي لأغنية"Catharsis".
يتميز الفيديو الموسيقي "Mein Teil"  لفرقة «رامشتاين» بإظهار أحد أعضاء الفرقة، أوليفر ريدل، وهو يؤدي عرضاً للرقص على طريقة بوتو.
يظهر مقطع الفيديو الموسيقي لأغنية مات إليوت بعنوان «شيء حول الأشباح» الفنان "Gyohei Zaitsu"، وهو بصدد تأدية رقصة بوتو بعد كتابة ملاحظة.